# 1457

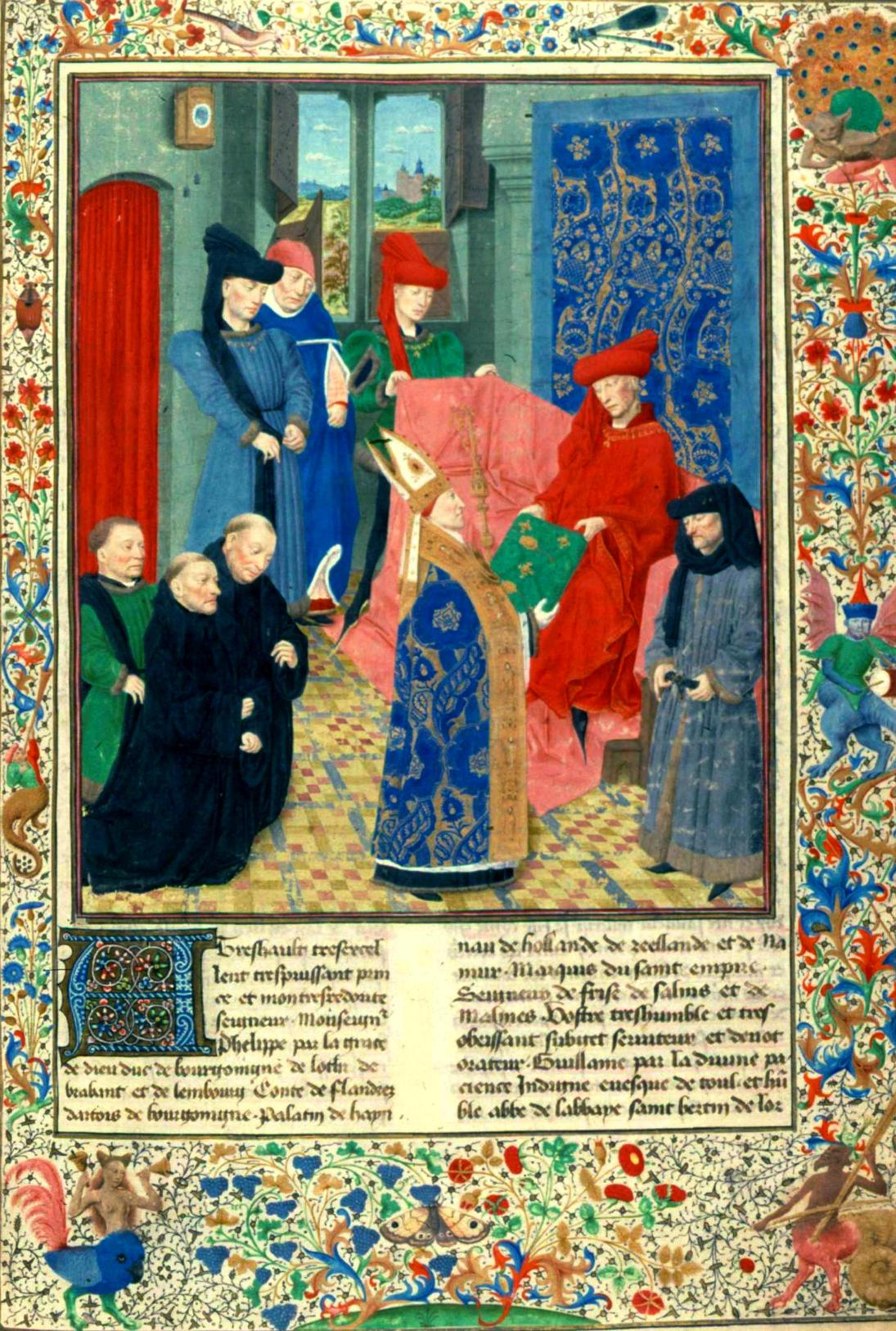
Aanbieding van de Grands Chroniques de France van Simon Marmion aan Filips de Goede

Het jaar 1457 is het 57e jaar in de 15e eeuw volgens de christelijke jaartelling.

## Gebeurtenissen
juni
- 28 - Stadsbrand van Dordrecht: de Onze-Lieve-Vrouwekerk en meer dan 600 andere gebouwen worden verwoest.

augustus
- 14 - Het Psalter van Mainz, de eerste uitgave van drukker Johann Fust, verschijnt.

zonder datum
- Rosa van Viterbo wordt heilig verklaard.
- Nicolaas van Yperen, burgemeester van Haarlem, wordt vermoord in De Bilt.
- Stichting van het Brouwershofje in Haarlem.

## Kunst

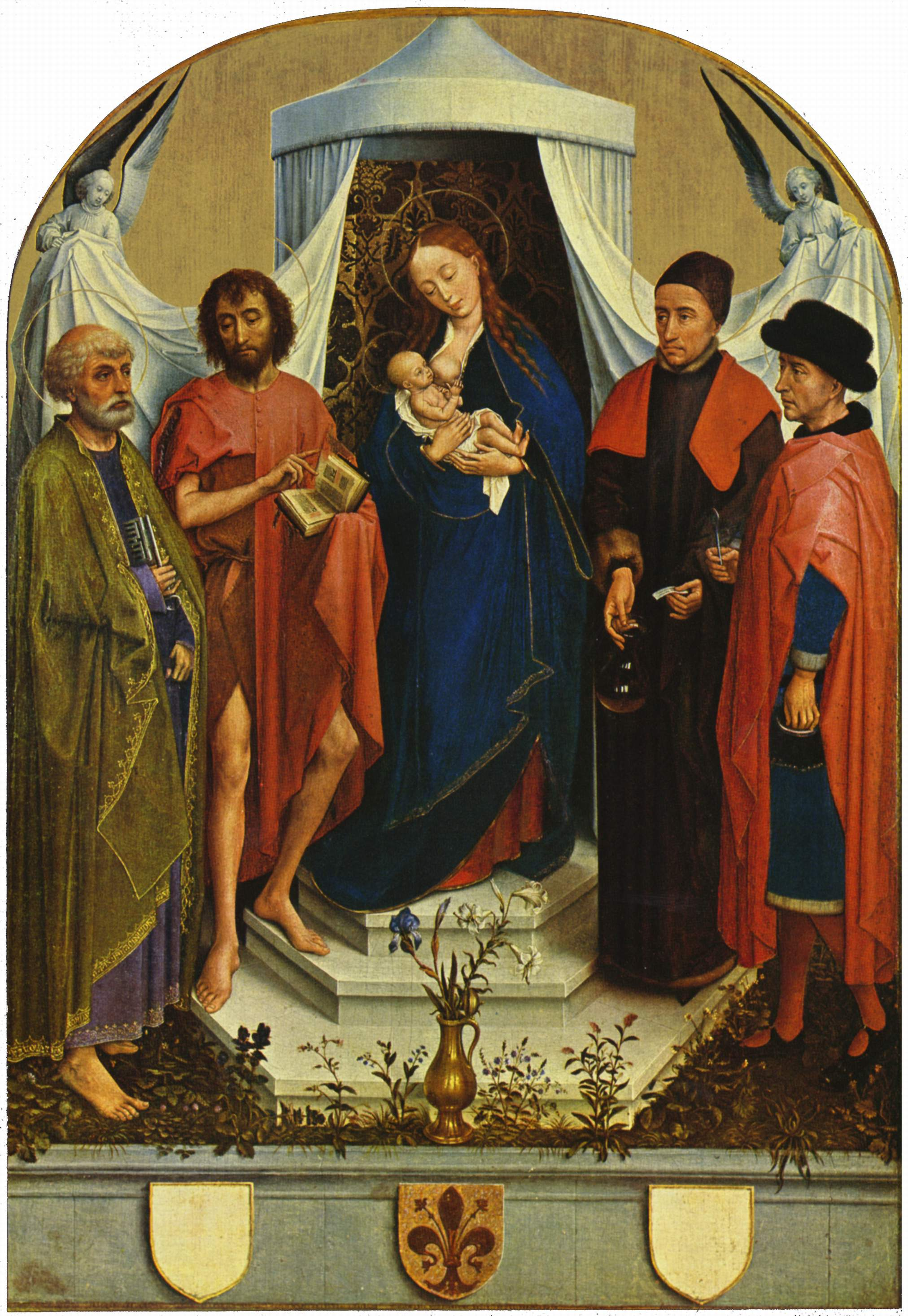
Rogier van der Weyden: Madonna Medici
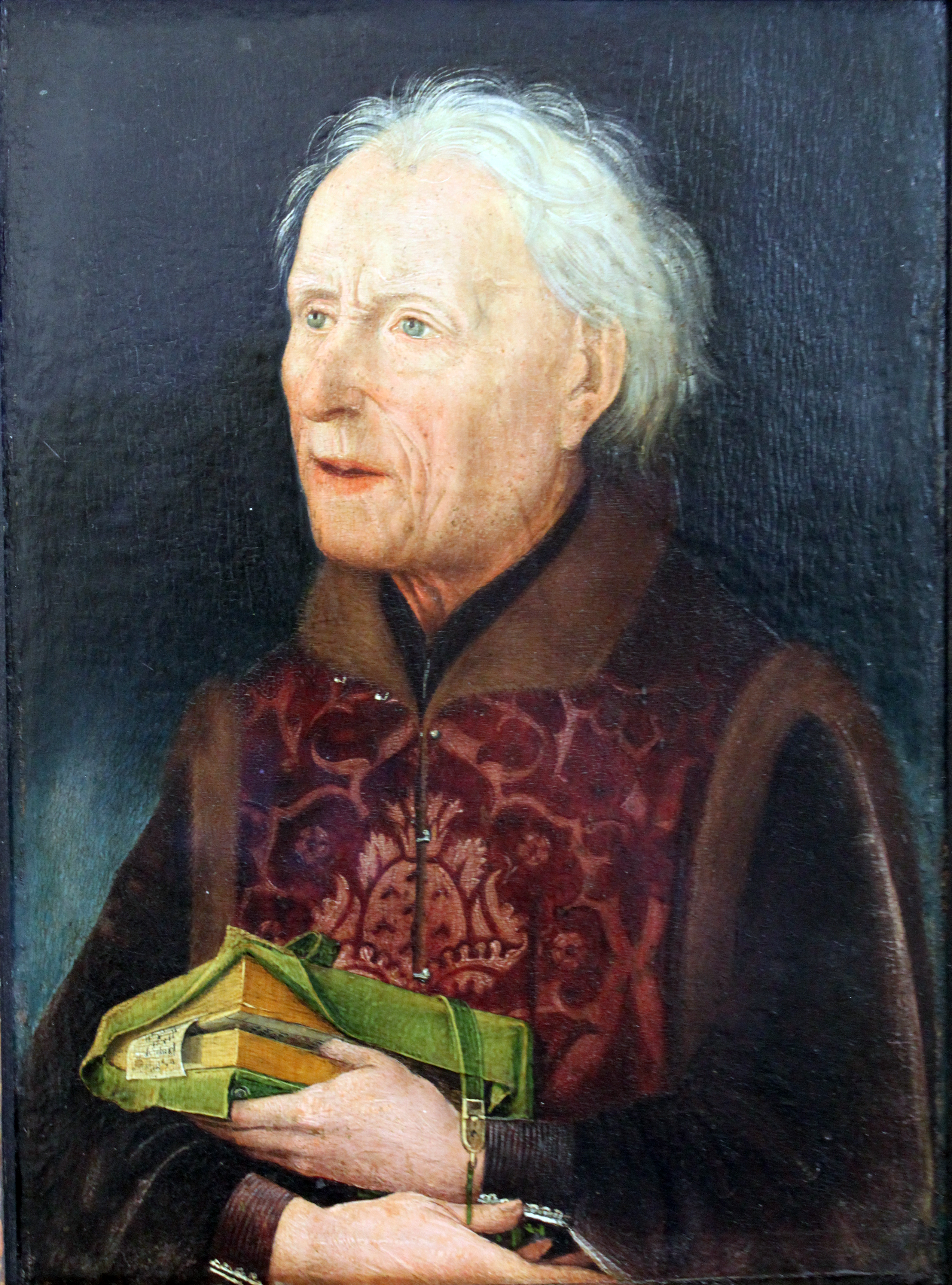
Hans Pleydenwurff: Portret van domheer Georg Graf von Löwenstein
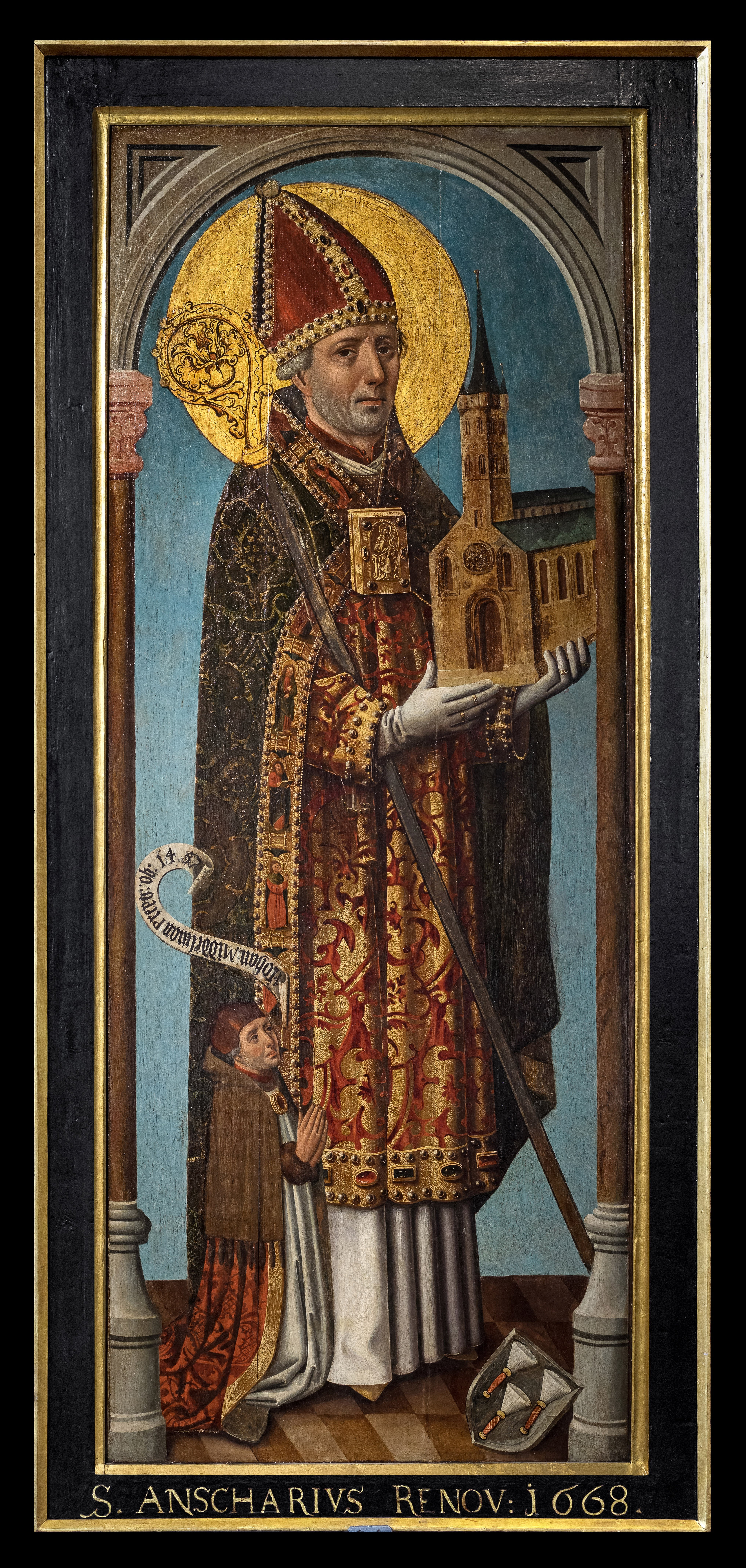
Hans Bornemann: Sint Ansgarius

## Opvolging
- Brandenburg-Kulbach - Johan opgevolgd door zijn broer Albrecht Achilles
- Bretagne - Peter II opgevolgd door zijn neef Arthur III
- Brunswijk-Lüneburg - Frederik II opgevolgd door zijn zoon Bernhard II
- China (Ming) - Jingtai opgevolgd door zijn halfbroer Tianshun (Zhengtong)
- Henegouwen (grootbaljuw) - Filips I van Croÿ als opvolger van zijn vader Jan II van Croÿ
- Luxemburg - Ladislaus Posthumus opgevolgd door hertog bij verpanding Filips de Goede
- Moldavië - Petru Aron opgevolgd door Stefanus III
- Monaco - Catalanus opgevolgd door zijn dochter Claudine
- Neder-Oostenrijk - Ladislaus Posthumus opgevolgd door Keizer Frederik III
- Piombino - Emanuele Appiano opgevolgd door Jacopo III Appiano
- Regensburg - Frederik III van Blankenfels opgevolgd door Ruprecht van Palts-Mosbach
- Venetië - Francesco Foscari opgevolgd door Pasquale Malipiero
- Wolgast - Wartislaw IX opgevolgd door zijn zoons Erik II en Wartislaw X
- Württemberg-Urach - Lodewijk II opgevolgd door zijn broer Everhard V
- Zweden - Karel VIII opgevolgd door Christiaan I van Denemarken

## Afbeeldingen

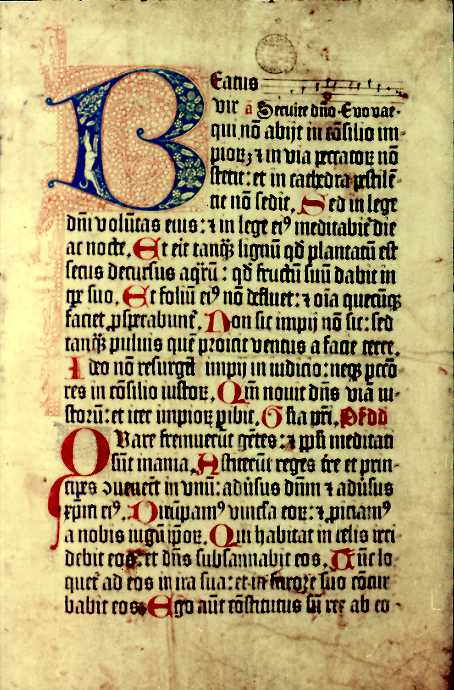
Psalter van Mainz
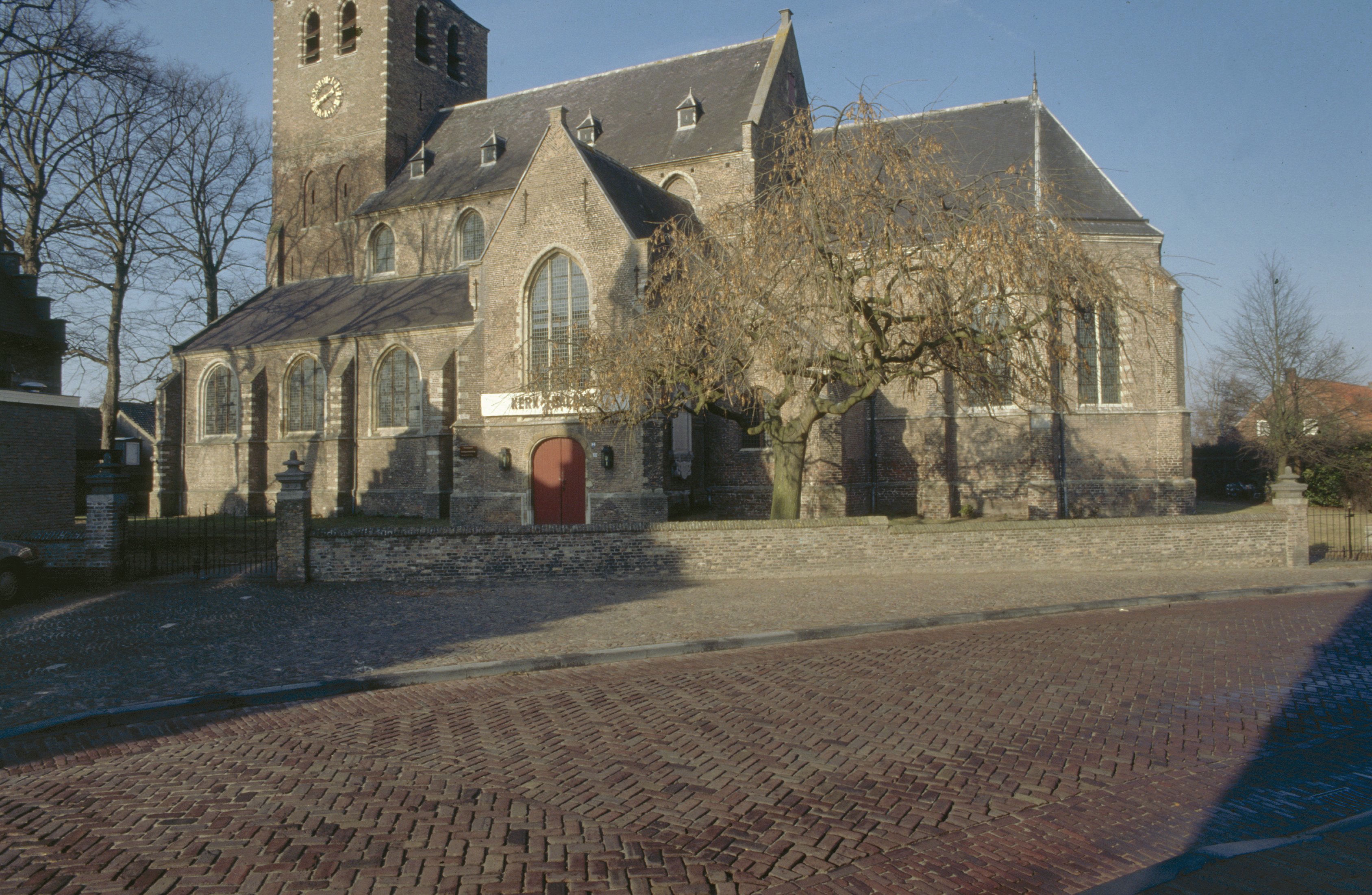
Sint-Martinuskerk, Halsteren (bouw begonnen 1457)
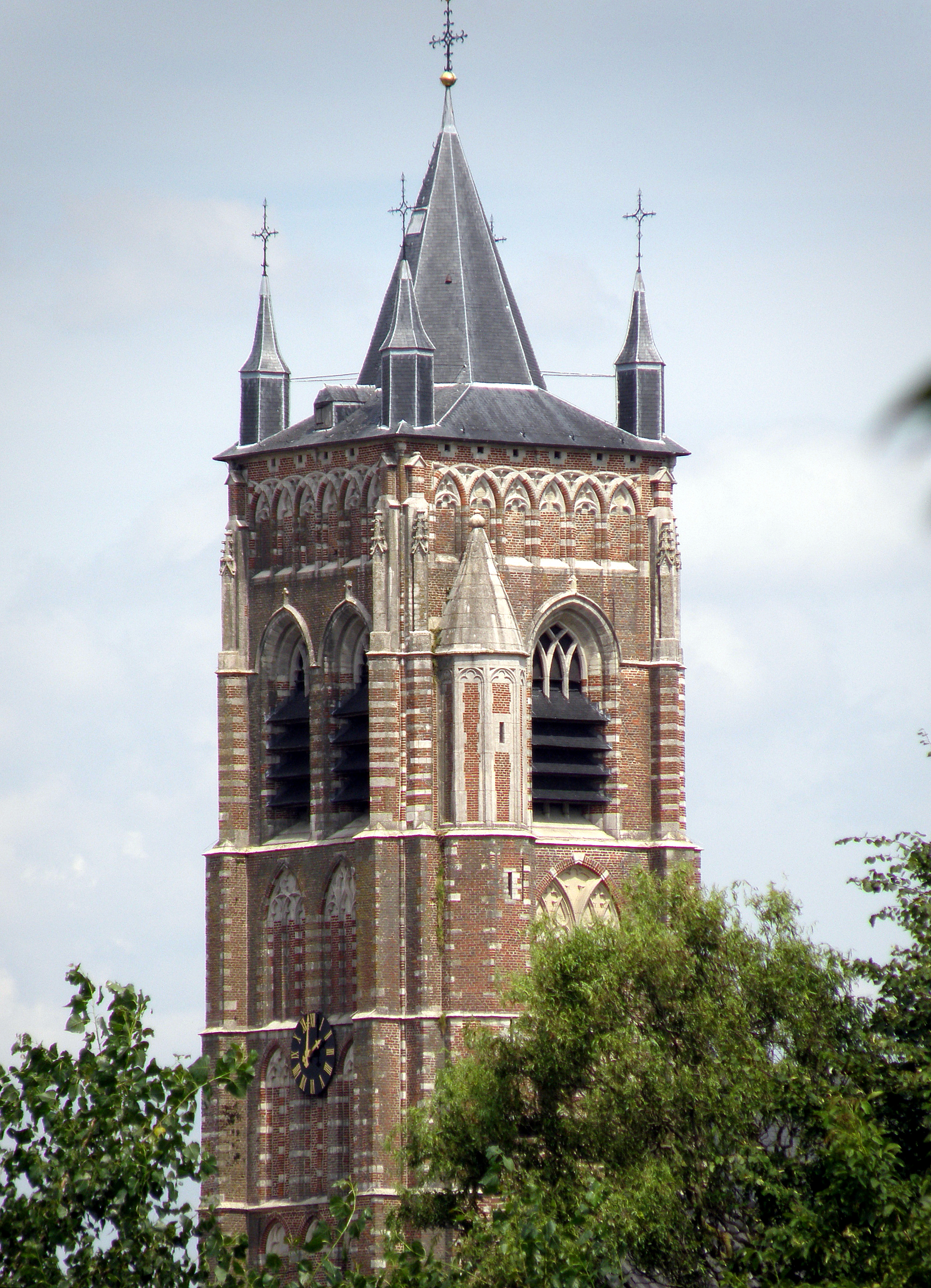
Sint-Leonarduskerk, Sint-Lenaarts (toren voltooid 1457)

## Geboren
- 28 januari - Hendrik VII, koning van Engeland (1485-1509)
- 13 februari - Maria, hertogin van Bourgondië (1477-1482)
- 25 februari - Stefan van Palts-Simmern, Duits edelman
- 14 november - Beatrix van Napels, echtgenote van Matthias Corvinus
- 19 december - Maria van Orléans, Frans edelvrouw
- Balim Sultan, Grieks soefi
- Johan II van Ribagorça, Aragonees edelman
- Filippino Lippi, Italiaans schilder (jaartal bij benadering)
- Jacob Obrecht, Vlaams componist (jaartal bij benadering)
- Thomas West, Engels legerleider (jaartal bij benadering)

## Overleden
- 14 maart - Jingtai (28), keizer van China (1449-1457)
- 17 april - Wartislaw IX, hertog van Pommeren-Wolgast
- 22 mei - Rita van Cascia (~75), Italiaans kloosterlinge
- juli - Catalanus (~42), heer van Monaco
- juli - Wein van Cotthem, Brabants kroniekschrijver
- 1 augustus - Lorenzo Valla (~51), Italiaans filoloog
- 19 augustus - Andrea del Castagno (~36), Italiaans schilder
- 27 augustus - Johan van Coimbra (26), Portugees prins, titulair vorst van Antiochië
- 3 november - Lodewijk II van Württemberg-Urach (18), Duits edelman
- 23 november - Ladislaus Posthumus (17), aartshertog van Oostenrijk, koning van Bohemen (1440-1457) en koning van Hongarije (1444-1457)
- 22 december - Peter II (39), hertog van Bretagne (1450-1457)
- Bartolomeo Fazio, Italiaans historicus
- Francesco Foscari (~84), doge van Venetië
- Ladislaus Hunyadi (~24), Hongaars staatsman
- Sanggye Gyaltsen, Tibetaans staatsman